# Ormslev
Ormslev er en by i Østjylland med 362 indbyggere  (2024), beliggende tæt ved Østjyske Motorvej og Århus Syd Motorvejen, 4 km vest for Stavtrup, 4 km nordvest for Hasselager, 7 km sydvest for Brabrand og 11 kilometer vest for Aarhus centrum. Byen hører til Aarhus Kommune og ligger i Region Midtjylland.
Ormslev hører til Ormslev Sogn, og Ormslev Kirke ligger i byen. Herregården Constantinsborg ligger 2 km nordøst for byen nær ved den kunstige Årslev Engsø, der blev dannet i 2003 efter at området havde været afvandet siden 1930'erne.

## Historie
I Ormslev var der i slutningen af 1800-tallet skole, sparekasse fra 1873 og forsamlingshus fra 1892.

## Ormslev Stationsby
Ormslev fik station på Hammelbanen (1902-56). Pga. terrænet var det nødvendigt at lægge stationen på åben mark nede i Aarhus Ådal, 1½ km nordvest for kirkebyen, der ligger oppe i bakkerne. Stationens nærmeste landsby var Skibby på den anden side af åen, og den blev der anlagt vej til tværs over ådalen. Omkring stationen kom der købmandsforretning med mølle i 1901, brugsforening i 1906, snedkerværksted og mejeri i 1908. Der var god persontrafik i starten, så stationsbygningen måtte udvides i 1908. Stationsbyen havde 76 indbyggere i slutningen af 1920'erne, men fra 1930'erne gik dens udvikling i stå.
I første halvdel af 1920'erne blev der transporteret mergel fra stationen. Ved et stikspor var der anlagt en siderampe, hvorfra et spor til hestetrukne tipvogne førte til mergellejet 500 m mod sydvest. Desuden sendte mejeriet smør til Aarhus, og omegnens gartnerier sendte grøntsager til auktionshallen med banen.
Stationsbygningen er bevaret på Storskovvej 92 som privat beboelse. I 2009 præmierede Aarhus Kommune beboerne for deres nænsomme renovering af bygningen. Øst for Ormslev Stationsby er en 4 m høj banedæmning bevaret.